# چیخانگا
چیخانگا (به لهستانی:  Ciechania) یک روستا در لهستان است که در گمینا کرمپنا واقع شده‌است.